# 의존형태소
의존형태소는 말을 할 때 반드시 다른 형태소와 함께 쓰이는 형태소를 말한다. 의존형태소는 흔히 '뛰-'나 '-어라'처럼 다른 형태소가 결합하는 쪽에 접속부호를 두어 그것이 의존형태소임을 표시한다.

## 같이 보기
- 형태소